# Байхум, Адиля
Адиля Байхум-аль-Джазаири (араб.  عادلة بيهم الجزائري‎, англ. Adila Bayhum-al-Jazairi, 1900–1975) — сирийская феминистка, активистка движения за независимость и филантроп. 
Байхум была пионером сирийского женского движения, а также сторонницей независимости Сирии от Франции.

## Личная жизнь
Байхум родилась в 1900 году в богатой семье в Бейруте.  В 1922 году вышла замуж за члена семьи Джазаири и поселилась в Дамаске, Сирия. Байхум умерла в 1975 году.

## Феминизм
Байхум поддерживала права женщин не носить паранджу, голосовать и быть избранными на политические должности. В 1917 вместе с Ибтихадж Каддурой была соучредителем Клуба молодых мусульманок.
В 1927 году Байхум-аль-Джазаири стала соучредителем Дамасского общества пробуждения женщин (Damascus Women's Awakening Society). В 1928 году она создала общество Dawhet al-Adab, которое основало одноименную арабскую националистическую школу для девочек. За свои усилия она была награждена Медалью «За заслуги в области образования». В 1928 году она была соучредителем Сирийско-ливанского женского союза и президентом в 1933–1967 годах, а в 1967–1975 годах — почетным президентом.
Байхум была сирийским делегатом на Восточной женской конференции по защите Палестины (Eastern Women's Conference for the Defense of Palestine) в Каире в 1938 году.
Сирийское женское движение выступало за разоблачение, поскольку считало хиджаб частью исламской гендерной сегрегации. Байхум стала мишенью мусульманских консерваторов, которые выступали за то, чтобы женщины жили в уединении, носили чадру и не вмешивались в жизнь вне дома. В 1943 году исламское движение al-Gharra ожидало, что на балу, устроенном Байхум, должна была пройти демонстрация против чадры, на которой присутствовавшие женщины должны были разоблачиться, и поэтому al-Gharra пригрозила напасть и поджечь дом. В ответ на угрозу Байхум прекратила раздачу бесплатного молока бедным кварталам города на 24 часа, что привело к беспорядкам среди бедняков, которые провели демонстрацию против al-Gharra, требуя оставить Байхум в покое.

## Политическая деятельность
Работала в качестве журналиста в журнале Fata al-Arabi. Байхум выступала за независимость Сирии. В январе 1945 года Байхум организовала крупнейший женский марш в истории Сирии в знак протеста против отказа Франции обсуждать независимость Сирии.  Она поддержала Хусни аль-Заима, пообещавшего ввести избирательное право для женщин в Сирии. Эта реформа состоялась в 1953 году. В 1960 году президент Сирии назначил ее председателем Ассоциации афро-азиатских арабских женщин (African-Asian Arab Women's Association). В 1971 году президент Сирии назначил ее членом парламента.